# 15. etape af Tour de France 2011
| Profil for 15. etape       |                            |                     |
| Stillingen efter 15. etape |                            |                     |
| Placering                  | Rytter / hold              | Tid / point         |
| Etapevinder                | Mark Cavendish (THR)       | 4:20.24             |
| 2. plads                   | Tyler Farrar (GRM)         | + 0.00              |
| 3. plads                   | Alessandro Petacchi (LAM)  | + 0.00              |
| 4. plads                   | Daniel Oss (LIQ)           | + 0.00              |
| 5. plads                   | José Joaquín Rojas (MOV)   | + 0.00              |
| 53. plads                  | Nicki Sørensen (SBS)       | + 0.00              |
| 95. plads                  | Brian Vandborg (SBS)       | + 0.00              |
| 129. plads                 | Chris Anker Sørensen (SBS) | + 1.35              |
| 162. plads                 | Lars Bak (THR)             | + 5.00              |
| 163. plads                 | Jakob Fuglsang (LEO)       | + 5.00              |
| Gule trøje                 | Thomas Voeckler (EUC)      | 65:24.34            |
| 2. plads                   | Fränk Schleck (LEO)        | + 1.49              |
| 3. plads                   | Cadel Evans (BMC)          | + 2.06              |
| 4. plads                   | Andy Schleck (LEO)         | + 2.15              |
| 5. plads                   | Ivan Basso (LIQ)           | + 3.16              |
| Grønne trøje               | Mark Cavendish (THR)       | 319 p.              |
| 2. plads                   | José Joaquín Rojas (MOV)   | 282 p.              |
| 3. plads                   | Philippe Gilbert (OLO)     | 248 p.              |
| Bjergtrøje                 | Jelle Vanendert (OLO)      | 74 p.               |
| 2. plads                   | Samuel Sánchez (EUS)       | 72 p.               |
| 3. plads                   | Jérémy Roy (FDJ)           | 45 p.               |
| Ungdomstrøje               | Rigoberto Urán (SKY)       | 65:32.29            |
| 2. plads                   | Rein Taaramäe (COF)        | + 1.07              |
| 3. plads                   | Pierre Rolland (EUC)       | + 1.25              |
| Holdkonkurrence            | Team Leopard-Trek          | 195:47.43           |
| 2. plads                   | Europcar                   | + 0.06              |
| 3. plads                   | Ag2r-La Mondiale           | + 2.32              |
| Mest angrebsivrige rytter  | Niki Terpstra (QST)        | Niki Terpstra (QST) |

15. etape af Tour de France 2011 var en 192,5 km lang flad etape. Den blev kørt den 17. juli fra Limoux til Montpellier.
- Etape: 15. etape
- Dato: 17. juli
- Længde: 192,5 km
- Gennemsnitshastighed: 44,3 km/t

## Point- og bjergspurter

### Pointspurt (Montagnac)
Efter 146,5 km
| 1. plads  | Mickaël Delage     | FDJ                | 20 point |
| 2. plads  | Samuel Dumoulin    | Cofidis            | 17 point |
| 3. plads  | Anthony Delaplace  | Saur-Sojasun       | 15 point |
| 4. plads  | Mikhail Ignatjev   | Team Katusha       | 13 point |
| 5. plads  | Niki Terpstra      | Quick Step         | 11 point |
| 6. plads  | Mark Cavendish     | HTC-Highroad       | 10 point |
| 7. plads  | José Joaquín Rojas | Movistar Team      | 9 point  |
| 8. plads  | Philippe Gilbert   | Omega Pharma-Lotto | 8 point  |
| 9. plads  | Francisco Ventoso  | Movistar Team      | 7 point  |
| 10. plads | Mark Renshaw       | HTC-Highroad       | 6 point  |
| 11. plads | Bernhard Eisel     | HTC-Highroad       | 5 point  |
| 12. plads | Tony Martin        | HTC-Highroad       | 4 point  |
| 13. plads | Matthew Goss       | HTC-Highroad       | 3 point  |
| 14. plads | Arnold Jeannesson  | FDJ                | 2 point  |
| 15. plads | George Hincapie    | BMC Racing Team    | 1 point  |

### Bjergspurt (Côte de Villespassans)
4. kategori stigning på Côte de Villespassans, efter 82 km (208 m; 2,2 km à 4,6 %)
| 1. plads | Mikhail Ignatjev | Team Katusha | 1 point |

## Resultatliste
|    | Navn                | Land           | Hold                | Tid     |
| -- | ------------------- | -------------- | ------------------- | ------- |
| 1  | Mark Cavendish      | Storbritannien | HTC-Highroad        | 4:20.24 |
| 2  | Tyler Farrar        | USA            | Garmin-Cervélo      | + 0.00  |
| 3  | Alessandro Petacchi | Italien        | Lampre-ISD          | + 0.00  |
| 4  | Daniel Oss          | Italien        | Liquigas-Cannondale | + 0.00  |
| 5  | José Joaquín Rojas  | Spanien        | Movistar Team       | + 0.00  |
| 6  | Ben Swift           | Storbritannien | Team Sky            | + 0.00  |
| 7  | Gerald Ciolek       | Tyskland       | Quick Step          | + 0.00  |
| 8  | Tony Gallopin       | Frankrig       | Cofidis             | + 0.00  |
| 9  | Francisco Ventoso   | Spanien        | Movistar Team       | + 0.00  |
| 10 | Sébastien Hinault   | Frankrig       | Ag2r-La Mondiale    | + 0.00  |
| 11 | Jimmy Engoulvent    | Frankrig       | Saur-Sojasun        | + 0.00  |
| 12 | Leonardo Duque      | Colombia       | Cofidis             | + 0.00  |
| 13 | André Greipel       | Tyskland       | Omega Pharma-Lotto  | + 0.00  |
| 14 | Borut Božič         | Slovenien      | Vacansoleil-DCM     | + 0.00  |
| 15 | Tomas Vaitkus       | Litauen        | Astana Pro Team     | + 0.00  |

## Ekstern henvisning
- Etapeside Arkiveret 12. juli 2011 hos  Wayback Machine på Letour.fr Arkiveret 28. februar 2011 hos  Wayback Machine (fransk) (engelsk) (tysk) (spansk)

- Wikimedia Commons har flere filer relateret til 15. etape af Tour de France 2011